# Beijing Automotive Group

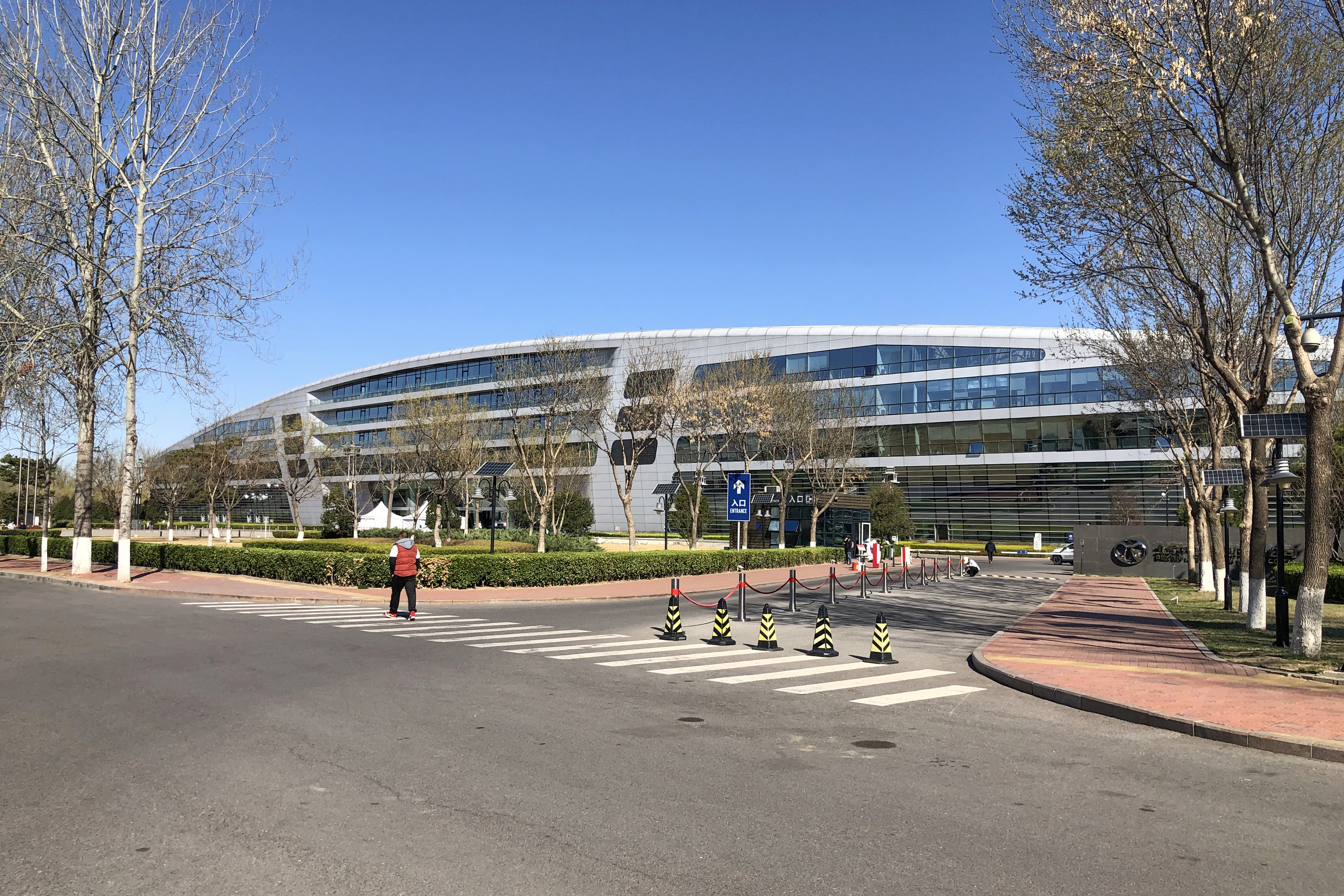
BAIC Group

Die Beijing Automotive Group, früher Beijing Automotive Industry Holding, kurz BAIC Group, ist ein Konzern aus der Volksrepublik China. Laut einer Quelle war er im Januar 2011 die Dachgesellschaft des fünftgrößten Fahrzeug- und Automobilproduzenten Chinas.

## Konzernstruktur und Joint-Venture-Projekte
Die Beijing Automotive Industry Holding wurde am 30. Juni 1994 in Peking gegründet. Am 28. September 2010 erfolgte die Umbenennung in Beijing Automotive Group. Zu den wichtigsten Unternehmenstöchtern des Konzerns gehören The Beijing State-owned Assets Management Company, ein Finanzdienstleister, Beijing Automobile Works (kurz: BAW), eine Firma zur Produktion von Bussen, Lastkraftwagen und Militärfahrzeugen mit eigener Automobilmarke, Beijing Motor Corporation als Pkw-Hersteller, Beiqi Foton Motor Company, ebenfalls in der Van- und Nutzfahrzeugbranche tätig und mit eigener Automarke, des Weiteren Beijing New Energy Automotive Company, ein Hersteller von Elektro- und Hybridautos, der im November 2009 gegründet wurde, ebenfalls mit eigener Marke. Andere Quellen nennen Beijing Electric Vehicle für Elektroautos, gegründet im Oktober 2009.
Darüber hinaus ist der Konzern in zahlreiche Joint-Venture-Projekte involviert, hauptsächlich mit den Herstellern Daimler AG und Hyundai. Zu diesem Zweck wurden unter anderem folgende Joint-Venture-Unternehmen gegründet: Beijing Hyundai Motor Company, mit der auf der Basis von Hyundai-Komponenten in China neue Automodelle entstehen sollen, weiterhin die Beijing Foton Daimler Automotive Company Limited, mit deren Hilfe im Lastkraftwagen-Sektor die Entwicklung vorangetrieben werden soll, ferner die Beijing Benz Automotive, mit der auf dem Automobilsektor zusammengearbeitet wird.
Mit dem deutschen Automobilzulieferer Hella wollte BAIC speziell auf den chinesischen Markt zugeschnittene Beleuchtungssysteme entwickeln und produzieren. Ein entsprechender Kooperationsvertrag wurde 2012 unterschrieben.
Am 1. Februar 2013 unterzeichneten BAIC und die Daimler AG eine Vereinbarung, wonach sich Daimler mit 12 % an BAIC Motor, der Pkw-Sparte von BAIC, beteiligen sollte. Es war die erste Beteiligung eines ausländischen Automobilunternehmens an einem chinesischen Hersteller. Sie erfolgt im Vorfeld des von BAIC Motor geplanten Börsengangs und wird mittels Ausgabe neuer Aktien an Daimler im Lauf des Jahres vollzogen. Daimler erhält zudem zwei Sitze im Aufsichtsgremium von BAIC Motor.
Am 23. Juli 2019 gab BAIC bekannt, durch direkte Beteiligung und weitere Erwerbsrechte einen konsolidierten Anteil in Höhe von 5 % am Grundkapital der Daimler AG erworben zu haben. Durch die Beteiligung sollte die langjährige Kooperation beider Hersteller untermauert werden. Die Beteiligung von Daimler am BAIC-Tochterunternehmen BAIC Motor lag zu diesem Zeitpunkt bei 9,55 % der Anteile. Seit dem Jahr 2018 ist Daimler darüber hinaus mit einem Anteil von 3,01 Prozent an BAIC BluePark New Energy Technology Co. Ltd. beteiligt, einem Hersteller von Elektrofahrzeugen für China. Im Dezember 2021 wurde bekannt, dass BAIC bereits seit dem Jahr 2019 einen Stimmrechtsanteil von 9,98 % an Daimler hält und damit dessen größter Einzelinvestor ist.
In Südafrika gibt es seit 2010 Beijing Automobile Works South Africa.